# Leash Called Love
Leash Called Love fue el último sencillo de un total de 4 correspondientes al álbum Stick Around For Joy de la banda islandesa The Sugarcubes en la que se encontraba la cantante y compositora Björk. El mismo fue lanzado en agosto de 1992.

## Lista de canciones
1. Leash Called Love – Tamb Mix – (6:22)

2. Leash Called Love – Nu Beet – (6:16)

3. Leash Called Love – Sweet and Low Mix – (7:08)

4. Leash Called Love – Pinstripe Mix – (6:32)

NOTA: mezcla de Tonny Humphries.